# Stade Lausanne Rugby Club
 (août 2023).
Le Stade Lausanne Rugby Club est un club suisse de rugby à XV situé à Lausanne.
Le club évolue [Quand ?] en première division du championnat de Suisse. Il a remporté la Coupe de Suisse à six reprises.

## Histoire
Le Stade Lausanne a été l'un des huit premiers clubs à participer au premier championnat suisse lors de la création de la Fédération suisse de rugby en 1971.
Avec six titres de Ligue nationale A et six Coupes de Suisse, y compris en 2009 et 2010, le Stade Lausanne occupe la troisième place - derrière Hermance RRC et le Rugby Club CERN - au palmarès national des clubs[réf. nécessaire]. 
Lors de la saison 2010-2011, la première équipe s'est qualifiée pour la finale suisse contre le RC Avusy et a terminé deuxième de la première division. La deuxième équipe a été promue en deuxième division de la FSR[réf. nécessaire].

## Palmarès
| Compétition  | Années                             |
| ------------ | ---------------------------------- |
| Coupe suisse | 1981, 1982, 1984, 1986, 2009, 2010 |
| LNA          | 1975, 1976, 1981, 1983, 1985, 1986 |
| LNB          | 2005, 2007, 2008, 2015             |